# Бифе „Титаник” (приповетка)
Бифе „Титаник” је приповетка из јеврејског круга Андрићевих тема, први пут је објављена 1950. године. Приказује време јеврејског страдања у Сарајеву и Бањалуци на самом почетку Другог светског рата. Андрић је у свом стилу описао буђење фашизма у Сарајеву и како су језици мржње и нетолеранције у овим нашим просторима некако трајно стање.
Андрићеву приповетку драматуршко-редитељски обрадио је Небојша Брадић, у комаду Ноћ у кафани Титаник. Емир Кустурица је снимио телевизијски филм Бифе Титаник заснован на причи нобеловца Иве Андрића, за који је освојио награду за режију на националном Телевизијском фестивалу у Порторожу.

## Радња
У почетку романа Усташе залазе у јеврејске куће и отимањем, пљачкањем, претњама, изнуђивањем и лажним обећањима покушавају да стекну богатство.
У приповетки се помињу три врсте усташа.
- Први који су се истицали спретношћу да упадају у куће, нагоне у страх Јевреје и изнуде богатство.
- Друга врста усташа су још способнија од првих. Они су за велике суме новца или накит од велике вредности, својом вештином или својим утицајем, пребацивали појединце и читаве породице у Мостар, одакле се тада још лако могло даље у Далмацију па у Италију.
- И трећа врста су оне усташе који нису имали услова ни способности првих и других усташа. Они су се задовољавали тиме да примају од Јевреја мито а такође и изнуђене дарове. Нису могли да тешким провалништвима и насиљем обезбеде добит, па су се определили за ситна отимања, мита и кукавичка изнуђивања на периферији вароши.

| „            | У последње време су све три врсте усташа убрзале свој „рад”, јер је Јевреја бивало све мање и ко је хтео да на брз, лак и невидљив начин дође до плена, морао је да пожури. | ” |
| — Иво Андрић | |   |

## Улица Мутевелић
У једном крају који није прометан, и који уопште не личи на корзо, између електричне централе и Фабрике дувана, у области Хисете, налазе се непрометне улице а у њима неколико кафана. У Мутевелићевој улици, налази се последња од тих кафана. Та кафана је у ствари, кућа на спрат, са лошом, ољуштеном фасадом и архитектуром из средине аустријског владања. У приземљу те куће су поред улазних врата пробијена још једна ужа, а изнад њих зелено обојена даска са натписом
| „            | Бифе „Титаник” вл. Менто Папо. | ” |
| — Иво Андрић |                                |   |

## Бифе као потонули Титаник
Та кафаница није имала ништа од сјаја оног енглеско брода, који је пловио прекоокеанским водама, али је зато мрачна просторија без прозора, шест корака дугачка и два широка, тако да није било места за столице, личила на потонули енглески брод. У дну овог бифе налазиле су се још две просторије - Ментин стан и место за коцкање.
Посетиоци бифеа су били
- сиромашни
- мали службеници
- радници
- носачи са станице
- они који траже одмор и разоноду
- доколичари
- пијанице из целе вароши

Соба за коцку имала је своје нарочите посетиоце. То, углавном, и нису били гости из бифеа, него:
- страствени играчи
- професионални коцкари
- некадашње газде
- бивши чиновници
- занатлије

## Менто Папо - надимак Херцика
Менто је омален, закржљао, још млад човек, на једно око зрикав, у лицу црвен и подадуо. Он је увек и пијан и мамуран, а никад потпуно ни једно ни друго. Син малог трговца и сам је некад био ученик трговачке школе, овај Менто је још као ђак почео са беспосличарима, као што је и сам, да пије и да се коцка по кафаницама на периферији. Весељак и пијаница, познатији у свом друштву под надимком Херцика него под својим правим именом, је био Јеврејин сефард. У сарајвеској сефардској општини сматрају Херцику изгубљеним човеком, шугавом овцом, изузетком и изродом каковг одавно није било међу Јеврејима. Херцика није уопште марио шта сефарди мисле. Он се одродио од родбине, петља с полицијом и финансијским властима, засмејава својим песмама и духовитостима госте, свађа се, бије се и мири са својом Агатом, и све што заради пропије, прокоцка или му разнесу на вересију.

## Агата - надимак Титаник
Агату зову Титаник јер се крећа као јака, велика лађа. То је плава, висока, атлетски развијена жена, са руменим лицем, бледомодрим крупним очима. Она је католикиња негде од Вареша. Живи у соби власника бифеа Менте и воли да скита по другим бифеима Сарајева.

## Љубавници у сталној свађи
Живот између ово двоје људи, ситног Менте и Џиновске полусељанке, састојао се од дивљих свађи до љубавних заноса. Њихове расправе и туће биле су чувене у суседству и међу сталним гостима бифеа. Њихова објашњавања су понекад водила у полицију и амбуланту.

## Које си вере? Ја сам капетан Титаника
У бифеу су гости коментарисали, као велик стручњаци, политичка дешавања и писања о Хитлеру и Немцима. Видите ли ви шта овај Хитлер ради од јадних Јахудија? Дошо и њима црни петак! А иде им још црња субота! Све је се то могло чути у бифеу, а Менто све то покушава да не чује.
Једном приликом упитао га је један млад а беспослен и пропао газдински син са Вароши:
| „            | - Збиља, шта си ти Херцика? Јеврејин прави ниси, хришћанин ниси. Која си вера?... Менто који ни у бољим временима није волео разговоре о верама, одговара као узгред, окрећући на шалу:„Ја сам капетан великог транс-ат-лан-тика „Титаник”. Тако је! - одобаравају други из полумрачне позадине - Тако је! Живио капетан Херцика! | ” |
| — Иво Андрић | |   |

## Откуд сме Хитлер на Титаник!
У тим шалама у кафани, пред Други светски рат, једном приликом гости добацише Менти, да ово стање прогањања јевреја може захватити и њега, а он на то одговара да Хитлер гледа своју радњу, а Херцика своју.
| „            | - Па, јесте, откуд смије Хитлер на „Титаник” | ” |
| — Иво Андрић |                                              |   |

## Усташа дошао и више нема смеха у бифеу Титаник
У Титанику шала је постала ретка и смех замро. Долазе људи као и пре, пију сваки своје, коцкари организују партије, али сви говоре мање и причају само безначајне ствари. У априлу месецу коло је дошло и до Сарајева, то јест Немачка је напа и сломила Југославију, усташка власт је почела да предузима прве мере за остварење плана о уништењу Срба и Јевреја. После усташа бифе Титаник је осао празан, више нико није свраћао. Побегла је и Агата, али не после свађе, него тихо и неприметно, укравши новац и ствари од вредности. Та католикиња, сама је Менти признала, има брата усташу. Менто Папо је тако остао сам, покраден и без новца, а последњи гост бифеа био је Наил Плоско.
Мента су повремено немци одводили да са другим Јеврејима чисти рушевине бомбардовања. Живео је у сталном страху да ће доћи по њега и одвести га у логор, а он нема новца да им понуди мито да га пусте. У том страху једне ноћи неко је лупао на врата. Знао је да је дошао тренутак од ког је страховао. Отворио је врата и ушао је Стјепан Ковић, усташа са италијанском капом набијеном на чело и усташким знаком на њој.

## Стјепан Ковић
Стјепан Ковић је рођен у Бањалуци, али та породица је негде из средње Босне. Његов отац Аугустин Ковић стално је имао жељу да врши власт, па макар та власт не била већа од просечног зрна. Са том жељом је и умро.
Стјепан Ковић је од оца Агустина Ковића. Стјепан је се родио у седмом месецу, и Агустин је увек сматрао да дете није његово, него копиле. Након смрти оца, Стјепан је радио на многим местима али због тога што је крао бивао је отеран. Завршио је фотографски занат и отишао у Загреб, а потом у Београд. Оженио се у Бачкој, али његова жена није хтела са њим у Бањалуку, па је се вратио сам и отворио Фото “Студио Хелиос - Стјепан Ковић”. Када избије рат Стјепан Ковић постаје усташа, али и у том друштву убрзо бива скрајнут и презрен. По сили нечије одлуке, а да не би штетио угледу усташа у Бањалуци, убрзо добија премештај у Сарајево. Али ни ту не бива прихваћен. Једва некако избори се за право да учествује у погромима и да добије “свог Жидова”.

## Мизерна жртва, још мизернији џелат
У трећем делу приче приповедач сучељава Мента Папу и Стјепана Ковића: по мизерну жртву дошао је још мизернији џелат. У опустелом бифеу, у одмаклој ноћи, Ковић спроводи “истрагу”, мада не зна ни шта да пита, нити питани зна шта треба да одговори. Ковић је дошао у пљачку, али бедни Папо нема чиме да смири његов бес, који је бес промашености егзистенције. Мућни сусрет две страћене, нереализоване људске судбине, од којих је једној, хиром злих времена, припала улога потлаченога, а другом, такође без икаквог смисленог разговора, улога тлачитеља, разрешиће се убиством. Гротескност приче досеже кулминацију у завршној секвенци
| „            | - Стјепан засу мецима као грмљавином и муњама угао собе у коме је Менто неприродно и фантастично махао рукама, скакао и поигравао као да потрчава између муња и прескаче преко њих. | ” |
| — Иво Андрић | |   |